# VICE (emulatore)
VICE, acronimo di VersatIle Commodore Emulator, è un emulatore multipiattaforma dei computer a 8 bit della Commodore, che gira sotto AmigaOS Unix, MS-DOS, Win32, OS/2, Acorn RISC OS e BeOS. VICE è software libero, distribuito con licenza GNU General Public Licence.

## Storia
La versione 3.0 di VICE emula il C64, il C128, il VIC-20, il Plus/4 coi suoi fratelli minori C16, e tutti i modelli PET compreso il CBM-II.

## Versioni
VICE per Microsoft Windows (Win32) è noto come WinVICE, la variante OS/2 è chiamata Vice/2, e l'emulatore per il BeOS è BeVICE. Esistono infine altri porting non ufficiali, per console e telefonini.